# Uru: Ages Beyond Myst
Uru: Ages Beyond Myst es un videojuego de aventuras desarrollado por Cyan Worlds y publicado por Ubisoft. Lanzado en 2003, el título es el cuarto juego en el Myst canon. Partiendo de los anteriores juegos de la franquicia, Uru tiene lugar en la era moderna y permite a los jugadores personalizar su pantalla de avatares. Los jugadores usan sus avatares para explorar la ciudad abandonada de una antigua raza conocida como los D'ni, descubrir la historia de pistas y resolver puzles.
Cyan, comenzó a desarrollar Uru poco después de terminarRiven en 1997, dejando las futuras secuelas para ser producidas por terceros. Uru requierio cinco años y $12 millones para completarse. Uru fue concebido inicialmente como un juego multijugador; la opción de único jugador fue lanzada, pero el componente multijugador, Uru Live, se retrasó y finalmente fue cancelado. El servicio de juegos en línea GameTap publicó la opción multijugador de Uru como Myst Online: Uru Live en febrero de 2007, pero el servicio fue cancelado de nuevo el año siguiente debido a la falta de suscriptores. GameTap pasó los derechos a Uru Live de nuevo a Cyan, que relanzó el juego en el año 2010.
Uru, no fue tan bien recibido como el anterior los anteriores títulos de Myst. Los críticos admiraban los efectos visuales y las nuevas características del juego, pero criticaron la falta de multijugador en la versión comercial y tosco de los controles. En comparación con los anteriores juegos de la serie, que había vendido millones de unidades, las ventas de Uru''s se consideran decepcionantes. El juego fue una decepción de crítica y comercial para Cyan, y causante de los problemas financieros de la empresa; sin embargo, ha atraído a un culto.

## Jugabilidad
Uru: Ages Beyond Myst es un juego de puzle y aventura que tiene lugar en los mundos conocidos como Los. El juego puede ser visto desde las perspectivas de primera y tercera persona, una desviación otros títulos Myst. Los jugadores navegan desde la perspectiva en tercera persona, pero pueden cambiar a la vista en primera persona para una inspección más cercana de pistas y objetos. Los jugadores en Uru no pueden ni recoger objetos ni llevar un inventario de los elementos; los elementos del rompecabezas deben ser empujados o pateados .La interfaz en pantalla es mínima, al no tener medidores de salud, mapas o brújulas para distraerse de la exploración.
Los jugadores crean sus propios avatares al comenzar el juego. Los diferentes tonos de piel, rasgos faciales, ropa y peinados están disponibles para la personalización de estas representaciones. Los jugadores también reciben un libro especial , un volumen que sirve como un portal a un mundo personal, conocido como Relto. El objetivo principal del juego es explorar y restaurar la energía a otras edades; Los jugadores también deben encontrar siete "paños de viaje". Estos paños sirven como puntos de guardado en lugar de una opción de salvado del juego; caracteres son transportados a la última tela que tocaban cuando se reinicien. Al igual que en los anteriores juegos de Myst, los jugadores no pueden morir. Por ejemplo, cayendo por un precipicio se envía a los jugadores de nuevo a Relto. La Edad personal sirve como un centro de Uru, que contiene una estantería con libros que une a los jugadores de las edades han explorado, así como opciones de personalización imagen de usuario y la información del juego.
Durante el transcurso del juego, los jugadores descubrir pistas sobre los D'ni, una antigua civilización, y el grupo arqueológico dedicado a aprender más acerca de ellos, el Consejo de Restauración de D'ni. Los aspectos de la civilización D'ni como estructura social, el matrimonio, y cómo Edad aconteció también se imparten como los jugadores avanzan a través de los tiempos. Los jugadores pueden recoger las páginas Relto, que ofrecen la personalización estética la edad personal del jugador, o por ejemplo hacer que llueva o crear una cascada.
Uru era originalmente un juego multijugador masivo en línea, que se retrasó y nunca integrado en la versión comercial. Inicialmente, la parte multijugador fue diseñado para permitir que dos o más jugadores trabajen juntos para superar obstáculos o rompecabezas . Los jugadores podrán chatear en tiempo real y cooperar en los rompecabezas de diseño especial.  En las vistas previas del componente multijugador, había tres tipos distintos de Edad. La Edad de personal proporcionado enlaces a otras edades, que se desbloquean mediante la resolución de puzles en los mundos de requisitos previos. Edad vecinales eran análogas a una invitación de sólo partido, y la Edad de la ciudad siempre lugares para que los jugadores se congregan; IGN llama la era "un salón gigante".
- Datos: Q667073